# Maximiliano Proaño
Juan Maximiliano Salvador Proaño Ugalde (Santiago, 22 de febrero de 1983) es un abogado y político chileno, militante del Frente Amplio. Desde el 11 de marzo de 2022, se desempeña como subsecretario del Medio Ambiente de su país bajo el gobierno del presidente Gabriel Boric.

## Estudios y carrera profesional
Egresó del Instituto Nacional General José Miguel Carrera el año 2000, para luego realizar sus estudios superiores en la carrera de derecho en la Universidad de Chile. Luego, cursó un máster en la Universidad de Ámsterdam, Países Bajos. Asimismo, posee estudios sobre gestión pública sobre el desarrollo territorial y de transición socioecológica.
Ha ejercido su profesión en el sector público y privado, además de ser parte de diversas organizaciones civiles. En paralelo se ha desempeñado como asesor, consultor e investigador en política ambiental y energética. Trabaja desde 2014, en la Fundación Heinrich Böll, la cual se enfoca en fomentar valores políticos de la ecología y el desarrollo sustentable.
Por otra parte, ejerció como asesor legislativo en áreas energéticas y medioambientales y, como jefe del gabinete del diputado Gabriel Boric durante el periodo legislativo 2018-2022.

## Trayectoria política
Fue militante del partido Convergencia Social (CS), en febrero de 2022 fue designado por el entonces presidente electo Gabriel Boric, como titular de la Subsecretaría del Medio Ambiente del Ministerio homónimo, función que asumió el 11 de marzo de dicho año, con el inicio formal de la administración.